# Kořenohlavci

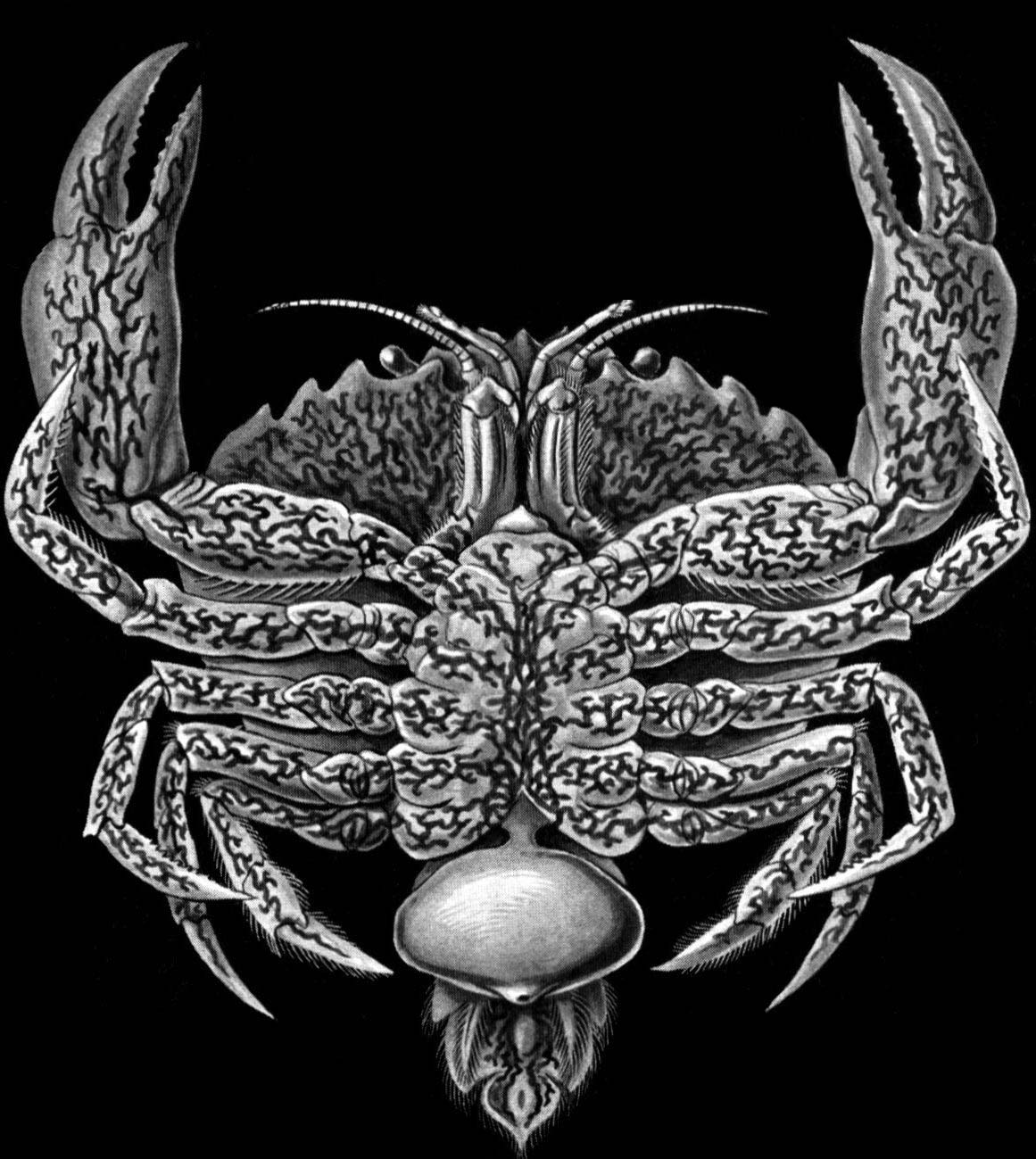
kořenohlavec (Sacculina sp.) s viditelnou internou (vláknitá struktura) a externou (vak na zadečku kraba)

Kořenohlavci (Rhizocephala) jsou parazitická skupina svijonožců. 

## Charakteristika
Jedná se o mořské či sladkovodní organismy, které parazitují především na krabech (Brachyura), ale mohou napadat i jiné zástupce korýšů i hmyzu. Díky parazitickému způsobu života mají výrazně redukovanou strukturu těla. Tělo dospělé samičky je tvořeno nečlánkovanou vláknitou strukturou prorůstající tělo hostitele. Odtud také pochází odborný název skupiny Rhizocephala – z řeckého slova kořen (ῥίζα, rhiza) a hlava (κεφαλή, kephalē). Příslušnost ke korýšům je zřejmá především z morfologie larválního naupliového stádia a samozřejmě z genetické informace.
Obecně známý je rod Sacculina. Od jeho názvu je odvozen termín sakulinizace – tj. proces, při kterém dochází k výraznému zjednodušování tělní stavby organismu většinou kvůli parazitickému způsobu života. Příkladem dalších skupin, u kterých k sakulinizaci došlo, mohou být řasníci (Strepsiptera) nebo rybomorky (Myxozoa).

## Životní cyklus
Samci a samice mají odlišný životní cyklus.
Samičí vajíčko je malé. Po vylíhnutí larva volně plave a vyhledává hostitele, na kterého usedne. Vytvoří fázi zvanou kentrogon, což je malý přisedlý chitinózní váček. Pomocí ústního ústrojí po několika dnech vstříkne dovnitř těla hostitele své tkáně a ty se uvnitř formují do stádia zvaného interna – vláknitou, houbovitou strukturu, která prorůstá tělem hostitele a získává od něj živiny. Po čase interna vytvoří tzv. externu – váček, který postupně tlačí na tělní stěnu hostitele, až ji naruší a vyhřezne ven. Hostitel o ni pečuje jako o vlastní vajíčka. Zároveň je vykastrován a nesvléká se, dokud externa neodpadne.
Samčí vajíčka jsou větší. Larva vyhledává korýše nakaženého samičkou, která již vytvořila externu. Larva na ni usedne a také se změní v kentrogon, který se následně injikuje do samičky. Zde vytvoří spermie a oplodní vajíčka, ze kterých vzejde další generace.

## Systematika

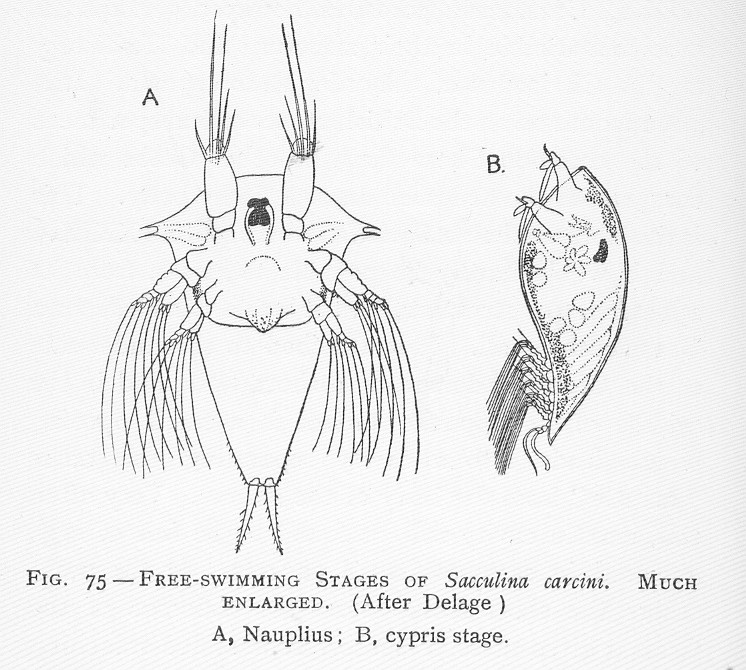
Naupliová larva kořenohlavce krabího (Sacculina carcini)

Celý nadřád kořenohlavců (Rhizocephala) řadíme do infratřídy svijonožci (Cirripedia), kam patří společně s vilejši (Thoracica) – ti jsou považováni za sesterskou linii. Celkem obsahují více než 250 popsaných druhů. Samotný rod Sacullina má přes 100 popsaných druhů. Po revizi taxonomie z roku 2021 se v rámci kořenohlavců rozeznávají následující čeledě:
- Čeleď Chthamalophilidae Bocquet-Védrine, 1961
- Čeleď Clistosaccidae Boschma, 1928
- Čeleď Duplorbidae Høeg & Rybakov, 1992
- Čeleď Mycetomorphidae Høeg & Rybakov, 1992
- Čeleď Parthenopeidae Rybakov & Høeg, 2013
- Čeleď Peltogasterellidae Høeg & Glenner, 2019
- Čeleď Peltogastridae Lilljeborg, 1861
- Čeleď Pirusaccidae Høeg & Glenner, 2019
- Čeleď Polyascidae Høeg & Glenner, 2019
- Čeleď Polysaccidae Lützen & Takahashi, 1996
- Čeleď Sacculinidae Lilljeborg, 1861
- Čeleď Thompsoniidae Høeg & Rybakov, 1992
- Čeleď Triangulidae Høeg & Glenner, 2019

## Hospodářský význam
Kořenohlavci, kteří parazitují na hospodářsky významných krabech, mohou být potenciální hospodářští škůdci. Bylo to prokázáno například u druhu Sacculina beauforti na krabech rodu Scylla v Malajsii. Kastrací parazitovaných jedinců dochází ke snižování schopnosti reprodukce populace, což vede k nižším hustotám výskytu. To může negativně ovlivnit místní rybářský průmysl.